# Abenteuer aus der Bibel
Abenteuer aus der Bibel ist eine US-amerikanische Zeichentrickserie, die biblische Erzählungen bebildert.

## Inhalt
Als roter Faden der Serie fungieren die Archäologen Derek und Margo und der Nomadenjunge Moki, welche durch ein Portal in die Vergangenheit reisen und dort biblische Ereignisse miterleben. In ihrer Erstveröffentlichung waren die einzelnen Folgen nicht in der chronologischen Reihenfolge der Bibel geordnet.

## Produktion und Ausstrahlung
Produziert wurde die Serie von 1985 bis 1993 von Hanna-Barbera und wurde Direct-to-Video veröffentlicht. Die deutsche Erstausstrahlung im Fernsehen fand 1997 auf Kabel 1 statt.

## Episodenliste
| Nr. | Deutsche Titel                                     | Originaltitel                    | Erstausstrahlung |
| 1.  | Die Schöpfung                                      | The Creation                     | 1988             |
| 2.  | Die Arche Noah                                     | Noah’s Ark                       | 1986             |
| 3.  | Joseph und seine Brüder                            | Joseph and His Brothers          | 1990             |
| 4.  | Mose                                               | Moses                            | 1986             |
| 5.  | David und Goliath                                  | David and Goliath                | 1986             |
| 6.  | Simson und Delila                                  | Samson and Delilah               | 1986             |
| 7.  | Josua und der Kampf um Jericho                     | Joshua and the Battle of Jericho | 1986             |
| 8.  | Daniel in der Löwengrube                           | Daniel and the Lions Den         | 1986             |
| 9.  | Königin Esther                                     | Queen Esther                     | 1992             |
| 10. | Jona                                               | Jonah                            | 1993             |
| 11. | Die Weihnachtsgeschichte (TV: Die erste Weihnacht) | The Nativity                     | 1987             |
| 12. | Die Wunder Jesu (VHS: Geschichten mit Jesus)       | The Miracles of Jesus            | 1991             |
| 13. | Die Ostergeschichte (TV: Ostern)                   | The Easter Story                 | 1989             |